# Campionato italiano di beach soccer 2014
La Serie A 2014 è stata l'11ª edizione della massima serie del campionato italiano di calcio da spiaggia, disputata tra il 14 giugno e il 3 agosto 2014 e conclusa con la vittoria della Sambenedettese, al suo primo titolo, che nella finale giocata a Catania, ha battuto il Milano per 4-3.
Capocannoniere del torneo è stato Gabriele Gori (Viareggio) con 29 reti.

## Squadre partecipanti

### Girone A
- Anxur Trenza
- Barletta
- Sambenedettese
- Lamezia Terme
- Livorno
- Milano
- Pisa
- Viareggio

### Girone B
- Canalicchio
- Catanese
- Catania
- Catanzaro BS
- Panarea CZ BS
- Hermes Casagiove
- Terranova Terracina
- Villafranca BS

## Girone A

### Classifica[2]
|  | Pos. | Squadra        | Pt  | G | V | N | P | GF | GS | DR  |
|  | ---- | -------------- | --- | - | - | - | - | -- | -- | --- |
|  | 1.   | Viareggio      | 15  | 7 | 6 | 0 | 2 | 49 | 21 | +28 |
|  | 2.   | Trenza         | 15  | 7 | 5 | 0 | 2 | 32 | 22 | +10 |
|  | 3.   | Milano         | 14' | 7 | 4 | 1 | 2 | 29 | 18 | +11 |
|  | 4.   | Sambenedettese | 14  | 7 | 4 | 1 | 2 | 28 | 19 | +9  |
|  | 5.   | Barletta       | 12  | 7 | 4 | 0 | 3 | 22 | 33 | -11 |
|  | 6.   | Pisa           | 8   | 7 | 2 | 1 | 4 | 26 | 27 | -1  |
|  | 6.   | Livorno        | 3   | 7 | 1 | 0 | 6 | 15 | 36 | -21 |
|  | 8.   | Lamezia Terme  | 0   | 7 | 0 | 0 | 7 | 17 | 42 | -25 |

## Girone B

### Classifica[2]
|  | Pos. | Squadra             | Pt | G | V | N | P | GF | GS | DR  |
|  | ---- | ------------------- | -- | - | - | - | - | -- | -- | --- |
|  | 1.   | Catania             | 21 | 7 | 7 | 0 | 0 | 46 | 15 | +31 |
|  | 2.   | Terranova Terracina | 18 | 7 | 6 | 0 | 1 | 30 | 17 | +13 |
|  | 3.   | Panarea CZ BS       | 9  | 7 | 3 | 0 | 4 | 26 | 34 | -8  |
|  | 4.   | Canalicchio         | 9  | 7 | 3 | 0 | 4 | 27 | 25 | +2  |
|  | 5.   | Catanese BS         | 8  | 7 | 2 | 1 | 4 | 30 | 36 | -6  |
|  | 6.   | Villafranca BS      | 6  | 7 | 2 | 0 | 5 | 23 | 27 | -4  |
|  | 7.   | Hermes Casagiove    | 6  | 7 | 2 | 0 | 5 | 22 | 44 | -22 |
|  | 8.   | Catanzaro BS        | 5  | 7 | 1 | 1 | 5 | 18 | 24 | -6  |

## Playoff

### Tabellone[3]
|  | Quarti di finale | Quarti di finale    | Quarti di finale |        |   | Semifinali | Semifinali | Semifinali |  |  | Finale | Finale         | Finale |
|  |                  |                     |                  |        |   |            |            |            |  |  |        |                |        |
|  | 1                | Panarea CZ BS       | 3                |        |   |            |            |            |  |  |        |                |        |
|  | 8                | Trenza              | 8                |        |   |            |            |            |  |  |        |                |        |
|  | 8                | Trenza              | 8                |        |   | Trenza     | 2          |            |  |  |        |                |        |
|  |                  |                     |                  |        |   | Trenza     | 2          |            |  |  |        |                |        |
|  |                  |                     | Sambenedettese   | 5      |   |            |            |            |  |  |        |                |        |
|  | 4                | Sambenedettese      | Sambenedettese   | 5      | 4 |            |            |            |  |  |        |                |        |
|  | 4                | Sambenedettese      |                  |        | 4 |            |            |            |  |  |        |                |        |
|  | 5                | Catania             | 3                |        |   |            |            |            |  |  |        |                |        |
|  |                  |                     |                  |        |   |            |            |            |  |  |        | Sambenedettese | 4      |
|  |                  |                     |                  | Milano | 3 |            |            |            |  |  |        |                |        |
|  | 3                | Terranova Terracina | 3                |        |   |            |            |            |  |  |        |                |        |
|  | 6                | Milano              | 7                |        |   |            |            |            |  |  |        |                |        |
|  | 6                | Milano              | 7                |        |   | Viareggio  | 1          |            |  |  |        |                |        |
|  |                  |                     |                  |        |   | Viareggio  | 1          |            |  |  |        |                |        |
|  |                  |                     | Milano           | 4      |   |            |            |            |  |  |        |                |        |
|  | 2                | Viareggio           | Milano           | 4      | 5 |            |            |            |  |  |        |                |        |
|  | 2                | Viareggio           |                  |        | 5 |            |            |            |  |  |        |                |        |
|  | 7                | Canalicchio         | 2                |        |   |            |            |            |  |  |        |                |        |

#### Finale 3º-4ºposto
| Squadra 1 | Risultato | Squadra 2 |
| --------- | --------- | --------- |
| Viareggio | 5-3       | Trenza    |

## Piazzamenti[4]

### Semifinali 5º-8º posto
| Squadra 1           | Risultato | Squadra 2   |
| ------------------- | --------- | ----------- |
| Terranova Terracina | 7-2       | Canalicchio |
| Panarea CZ BS       | 5-11      | Catania     |

### Finale 7º-8º posto
| Squadra 1     | Risultato | Squadra 2   |
| ------------- | --------- | ----------- |
| Panarea CZ BS | 5-6       | Canalicchio |

### Finale 5º-6º posto
| Squadra 1           | Risultato | Squadra 2 |
| ------------------- | --------- | --------- |
| Terranova Terracina | 4-5       | Catania   |

## Classifica finale
| Posizione | Squadra           |
| --------- | ----------------- |
|           | Sambenedettese    |
| 2         | Milano            |
| 3         | Viareggio         |
| 4         | Trenza            |
| 5         | Catania           |
| 6         | Terracina         |
| 7         | Canalicchio       |
| 8         | Panarea Catanzaro |